# Fast Racing Neo
Fast Racing Neo (gepromoot als FAST Racing NEO) is een futuristisch racespel ontwikkeld door Shin'en Multimedia en uitgekomen voor de Nintendo Wii U in de Nintendo eShop in december 2015. Op 30 september 2016 kwam het spel beschikbaar als fysieke versie. Het spel wordt soms vergeleken met de WipeOut en F-Zero-franchise.
Het is het tweede spel in de serie, waarvan de eerste Fast Racing League heet. Dat spel kwam uit voor de Wii in 2011.

## Spel
Fast Racing Neo is een racespel dat zich afspeelt in een futuristische wereld. Spelers besturen verschillende anti-zwaartekracht voertuigen, en moeten het opnemen in diverse races. Het scherm kan worden gesplitst, en er kunnen maximaal 8 spelers tegelijk online racen. De racebanen spelen zich af in junglegebieden, futuristische steden, verlaten mijnen, en zelfs in de stratosfeer.

## Ontwikkeling
In juli 2016 werd het "NEO Future Pack" aangekondigd. Dit is downloadbare content dat acht nieuwe banen en tien nieuwe voertuigen bevat. Het kwam uit op 30 september 2016, samen met een fysieke versie van het spel. Deze fysieke versie wordt gedistribueerd door Nintendo of Europe.

## Ontvangst
Het spel ontving positieve recensies van onder andere Destructoid, Hardcore Gamer, en Nintendo Life.
| Publicatie     | Score  |
| -------------- | ------ |
| Metacritic     | 81/100 |
| Destructoid    | 9/10   |
| Hardcore Gamer | 4/5    |
| Nintendo Life  | 9/10   |